# Bečići

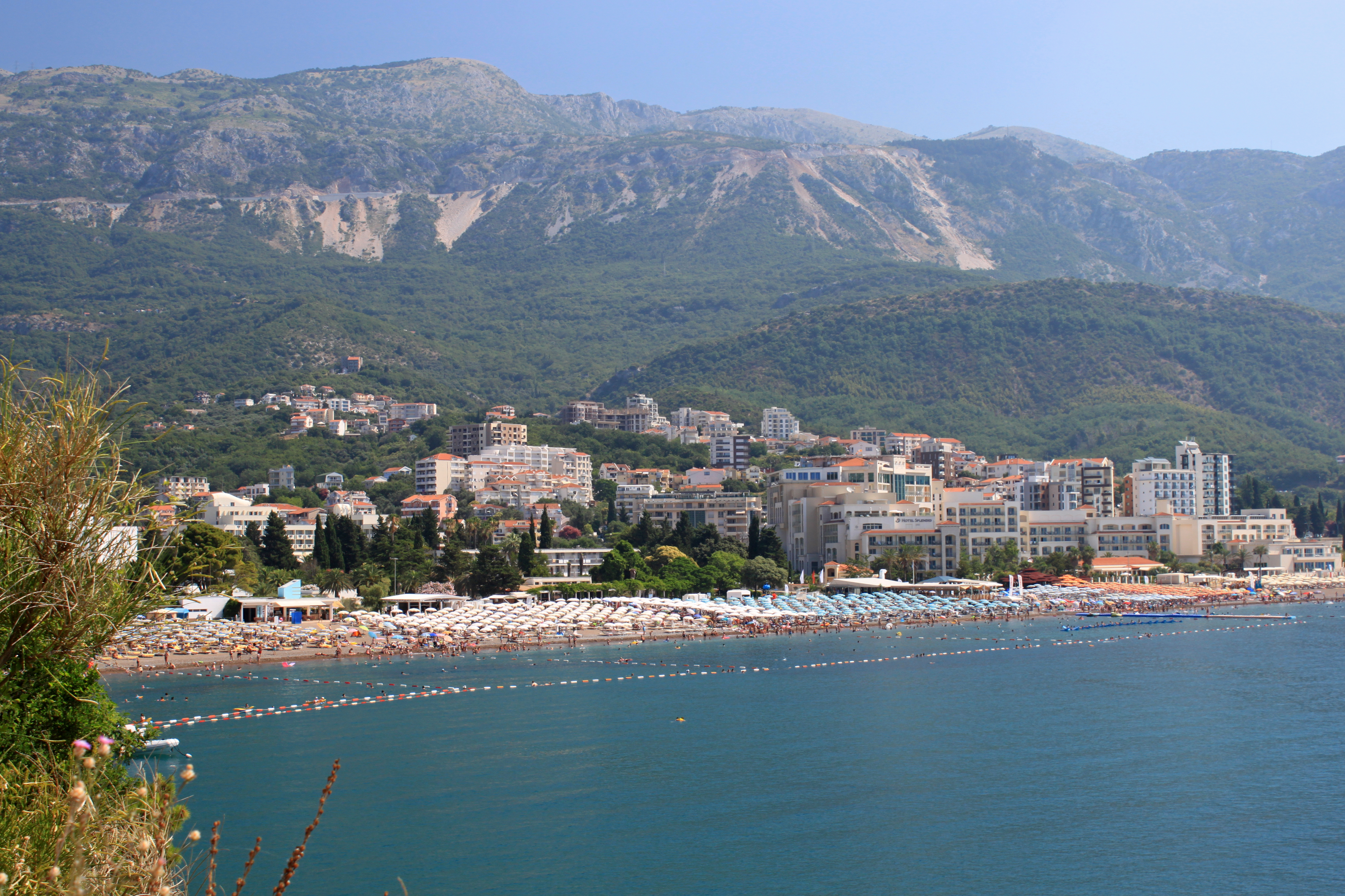
Bečići

Bečići (kyrillisch Бечићи, italienisch Becici) ist ein Ort in der Gemeinde Budva, Montenegro. Er liegt 1 km südöstlich von Budva und besitzt 891 Einwohner (Volkszählung 2011).
Der Ort verfügt über einen 1.950 m langen Sandstrand, der zu den schönsten Stränden in Montenegro und im südlichen Adriaraum gehört. Im Jahr 1935 gewann er in Paris den Grand Prix als schönster Strand in Europa. Mehrere Abschnitte des Strandes sind privat oder nur für Hotelgäste zugänglich. Budva ist über eine Uferpromenade und einen 100 m Tunnel fußläufig erreichbar, auch ein Touristenzug befährt die Strecke.
Im Gegensatz zu Budva, wo sich viele private Wohneinheiten befinden, dominieren in Bečići als touristische Übernachtungsmöglichkeiten hauptsächlich mittlere und größere Hotels. Einige von ihnen, wie das Mediteran, das Iberostar Bellevue oder das Queen of Montenegro, wurden umfassend renoviert. Der bedeutendste Neubau wurde das 2005–2006 errichtete Hotel Splendid, ein luxuriöses Fünf-Sterne-Resort im Besitz der Montenegro Stars Hotel Group, dessen Bau Kosten in Höhe von 70 Millionen Euro verursachte.

## Bevölkerung
| Jahr      | 1948 | 1953 | 1961 | 1971 | 1981 | 1991 | 2003 | 2011 |
| --------- | ---- | ---- | ---- | ---- | ---- | ---- | ---- | ---- |
| Einwohner | 43   | 44   | 40   | 84   | 171  | 726  | 771  | 891  |

Ethnische Verteilung (Volkszählung 2003):

Serben: 52,52 %

Montenegriner: 34,24 %

Kroaten: 1,55 %